# Liste der Stolpersteine in Homberg (Ohm)
Die Liste der Stolpersteine in Homberg enthält alle Stolpersteine, die im Rahmen des gleichnamigen Projekts von Gunter Demnig in Homberg (Ohm) verlegt wurden. Mit ihnen soll an Opfer des Nationalsozialismus erinnert werden, die in Homberg lebten und wirkten.
Am 18. Oktober 2018 fand die erste Stolpersteinverlegung statt, bei der drei Stolpersteine an einer Adresse verlegt wurden.

## Verlegte Stolpersteine
| Bild | Person, Inschrift | Adresse          | Verlege- datum | Anmerkung |
| ---- | --- | ---------------- | -------------- | --------- |
|      | Hier wohnte Nathan Dessauer Jg. 1895 Flucht 1934 Holland interniert Westerbork deportiert 1943 Sobibor ermordet 28.5.1943          | Marktstraße 22 · | 18. Okt. 2018  |           |
|      | Hier wohnte Irmgard Dessauer Jg. 1926 Flucht 1934 Holland interniert Westerbork deportiert 1942 Auschwitz ermordet 28.8.1942       | Marktstraße 22 · | 18. Okt. 2018  |           |
|      | Hier wohnte Erna Dessauer geb. Jakob Jg. 1896 Flucht 1934 Holland interniert Westerbork deportiert 1943 Sobibor ermordet 28.5.1943 | Marktstraße 22 · | 18. Okt. 2018  |           |